# Quitandera
Quitandera (quitandeira en portugués) es una voz afrobrasileña utilizada en el norte de Uruguay, particularmente en Cerro Largo. Con este vocablo se designa una mujer que prepara y comercializa alimentos en una quitanda (un puesto ambulante de venta de comidas).

## Origen
Puntas de la Mina, Las Cañas y Cañitas son tres poblados que se formaron en Cerro Largo con población africana esclavizada que migró de Brasil en búsqueda de libertad. Quitanda y quitandera derivan del quimbundo, idioma hablado en Angola.

## Usos
En el glosario del libro Cuentos del pago (1893), el escritor Benjamín Fernández y Medina describió el término como «la mujer que va a las reuniones de carreras a cebar mate, vender tortas fritas y pasteles y hacer comidas». Eran mujeres que trabajaban de forma independiente, muy activas y que caminaban cientos de kilómetros en una semana. Iban donde las “señoras” no debían irː regentaban las ferias ganaderas, las yerras, los bailes de campaña, las pencas y otros eventos culturales de la época en el campo.
Las comidas que elaboraban se llamaban «quitutes».
En 1924, el escritor Enrique Amorim publicó el cuento Las quitanderas.